# Byung-Mu Ahn
Byung-Mu Ahn (* 23. Juni 1922 in Anju (Provinz P’yŏngan-namdo, Nordkorea); † 18. Oktober 1996 in Seoul) war ein südkoreanischer evangelischer Theologe. Er war Mitbegründer und führender Vertreter einer speziell koreanischen Form der Befreiungstheologie, der sogenannten Minjung Theologie, und Mitglied des politischen Widerstandes in Südkorea.

## Leben und Werk
Byung-Mu Ahn studierte zunächst Soziologie an der Nationaluniversität von Seoul. Von 1956 bis 1965 studierte er unter anderem bei Günther Bornkamm evangelische Theologie in Heidelberg. 1965 schloss er seine Studien mit der theologischen Dissertation Das Verständnis der Liebe bei Kung-tse und bei Jesus. ab.
Von 1950 bis 1987 wirkte er als Dozent und später als Professor für Neutestamentliche Wissenschaften an der Theologischen Hochschule in Seoul. Von 1984 bis 1987 war er dort Dekan. 1973 gründete und leitete er das Koreanisch Theologische Forschungsinstitut.
Seit etwa 1970 wirkte er im Widerstand gegen die südkoreanische Entwicklungsdiktatur, die mit einer Billiglohnpolitik und unter Missachtung der Menschenrechte das Wirtschaftswachstum des Landes förderte. Byung-Mu Ahn erhielt aufgrund seines Widerstandes 1975 Berufs- bzw. Lehrverbot. 1976 wurde zu einer mehrjährigen Haft verurteilt. Auf internationalen Druck hin wurde er nach neun Monaten freigelassen.
Byung-Mu Ahn identifizierte die marginalisierte Masse des einfachen koreanischen Volkes, das „Minjung“, mit der galiläischen Volksmenge (gr.: „óchlos“) im Markusevangelium, die für Jesus von zentraler Bedeutung war. Jesu Zuwendung galt somit der randständigen galiläischen Volksmenge wie auch dem leidenden koreanischen Volk. Für Byung-Mu Ahn war im Leiden des koreanischen Volkes der leidende Christus gegenwärtig. Diese Minjung-Theologie galt als Eröffnung einer vollkommen neuen politisch-exegetischen Dimension im Markusevangelium.